# امپایر ایرلاینز
امپایر ایرلاینز (به انگلیسی: Empire Airlines) یک شرکت هواپیمایی با کد یاتا EM است که در ۱۹۷۷ میلادی تأسیس شده‌است. دفتر مرکزی امپایر ایرلاینز در هایدن، آیداهو، ایالات متحده آمریکا واقع شده‌است.